# Ovinii
La gens Ovinia était une famille plébéienne de Rome. Les membres de cette gens apparaissent dans l'histoire vers la fin de la République, et depuis au moins jusqu'au quatrième siècle. Ils produisirent des générations de sénateurs romains, Caius Ovinius Tertullus obtenant le consulat vers la fin du IIe siècle.

## Origine
Le nomen Ovinius appartient à une classe de gentilicia formée d'autres noms utilisant le suffixe -inius. Dans ce cas, il semble s'agir d'un nom patronymique dérivé du praenomen osque Ovius.

## Branches et cognomen
Parmi les cognomen des Ovinii figuraient Camillus, Rusticus et Tertullus. Camillus était un ancien surnom désignant un jeune au service d'une fonction sacerdotale et a été rendu célèbre par le dictateur Marcus Furius Camillus au cours du quatrième siècle av. J.-C. Rusticus faisait référence à quelqu'un d'origine ou d'habitudes rurales. Tertullus est un diminutif du cognomen Tertius, « tiers ».

## Membres

### Sous la République
- Ovinius, proposa une loi connue sous le nom de lex Ovinia, accordant certains pouvoirs aux censeurs afin de maintenir la liste des sénateurs. La loi a été votée par plébiscite, mais sa date est incertaine, en tout cas avant 312 av. J.-C. [1]
- Quintus Ovinius, sénateur romain à l'époque de la guerre entre Octave et Marc Antoine, qui avait pris en charge les ateliers de filature et de tissage de Cléopâtre. Octave, qui jugeait cette conduite honteuse pour un sénateur, fit mettre à mort Ovinius à la fin de la guerre[a 1],[4].

### Sous le Principat
- Caius Ovinius Tertullus, consul suffectus avant 198 apr. J.-C., devint par la suite légat pro praetore de Mésie inférieure sous les règnes de Septime Sévère et de Caracalla[5].
- Ovinius Camillus, un sénateur qui envisageait de susciter une rébellion contre l'empereur Sévère Alexandre. Lorsque ses penchants furent découverts, l’empereur le traita avec clémence[a 2],[4].

#### Ovinii Corneliani
Les Ovinii Corneliani sont inscrits dans la tribu Quirina.
- Lucius Ovinius, (v.170 - ?);
  - Lucius Ovinius Rusticus Cornelianus, (v.195 - 237), consul désigner en 237[b 1],[1],[6];
    - Rufria Ovinia Corneliana, (v.220 - ?)[b 2],[5];

#### Ovinii Pacatiani
- Lucius Ovinius, (v.170 - ?)
  - (Ovinia), (v.195 - ?), épouse de Lucius Caesonius Lucillus Macer Rufinianus;
  - Marcus (Ovinius) Pacatianus, (v.200 - ?);
    - Pacata, (v.220 - ?);
    - ? Ovinius Pacatianus, (v.220 - ap.277), consul suffect, praefectus urbi de 276 à 277[a 3],[4].
    - ? (Ovinia Paterna), (v.225 - ?), épouse de Lucius Clodius Tineius Pupienus Bassus;
      - Marcus Tineius Ovinius Castus Pulcher, (v.240 - ap.v.275), consul suffect;
        - ? (Lucius Ovi)nius Tineius Tarrute(nius) Atticus, (v.260 - v.288), préteur;
          - Ovinius Gallicanus, (v.280 - ap.318), consul en 317, praefectus urbi de 316 à 318[7].

    - ? (Lucius) Ovinius Caius Iulius Aquilius Nonius Paternus, (v.230/5 - ap.281), praefectus urbi en 281 apr. J.-C., pourrait éventuellement être la même personne que Nonius Paternus, le consul de 279[4].

#### Ovinii Africani
- Lucius Ovinius Curius Proculus Modianus Africanus, consul suffect vers 260/330[b 3],[4].
  - (Ovinius);
    - Lucius Ovinius Africanus[4].